# Michael Hitchcock
Michael Hitchcock (ur. 28 lipca 1958 r. w Defiance w stanie Ohio) − amerykański aktor, komik, scenarzysta i producent telewizyjny. Absolwent Northwestern University oraz UCLA. Praca scenarzysty programu rozrywkowego MADtv przyniosła mu trzy nominacje do nagrody Amerykańskiej Gildii Scenarzystów (WGA) w latach 2003, 2004 i 2005. Za rolę Lawrence'a Turpina w komedii Koncert dla Irwinga odebrał w 2004 nagrodę Kręgu Krytyków Filmowych Florydy (FFCC). Pisał poszczególne odcinki kolejnych sezonów Glee. Serial koprodukował wykonawczo, a także występował w nim jako Dalton Rumba.